# Romana Gens (revista)
Romana Gens ne la Terra de "Los Incas" fue una revista cultural y política italo-peruana, fundada y dirigida por el italiano Toto Giurato. Su primer número apareció en abril de 1934 y el último en 1942. La revista tuvo su precedente en el semanario Italia Nuova, también dirigida por Giurato. La revista estuvo escrita en italiano y en español, al estar dirigida principalmente a la colonia italiana en el Perú, pero con el transcurrir de los números, los artículos en italiano fueron disminuyendo para al final quedar completamente en español. La publicaciones fueron mensuales, y los temas abordados eran principalmente de inspiración fascista,sin dejar de lado la historia de Italia como la del Perú. Por su contenido y elegante apariencia, tuvo amplia circulación en los mejores círculos culturales, sociales y diplomáticos de Lima.

## Colaboradores
En esta revista escribieron y colaboraron connotados plumas de intelectuales como José de la Riva Aguero y Osma, Carlos Radicati di Primeglio, Raúl Ferrero Rebagliati, Félix Cosío Medina, Juan Bautista de Lavalle, Horacio Homero Urteaga López, Esteban Campodónico. 

## Detalle gráfico
Las portadas desde el primer número de Romana Gens, aparecida en abril de 1934, resumía el concepto de la italianidad fascista de aquella época imaginado por Toto Giurato y plasmado por el artista italo-peruano Alberto La Grutta, quien además también ilustraría diversos artículos de la revista. La Grutta venía de trabajar anteriormente con Giurato en el semanario Italia Nuova. 

## Curiosidades

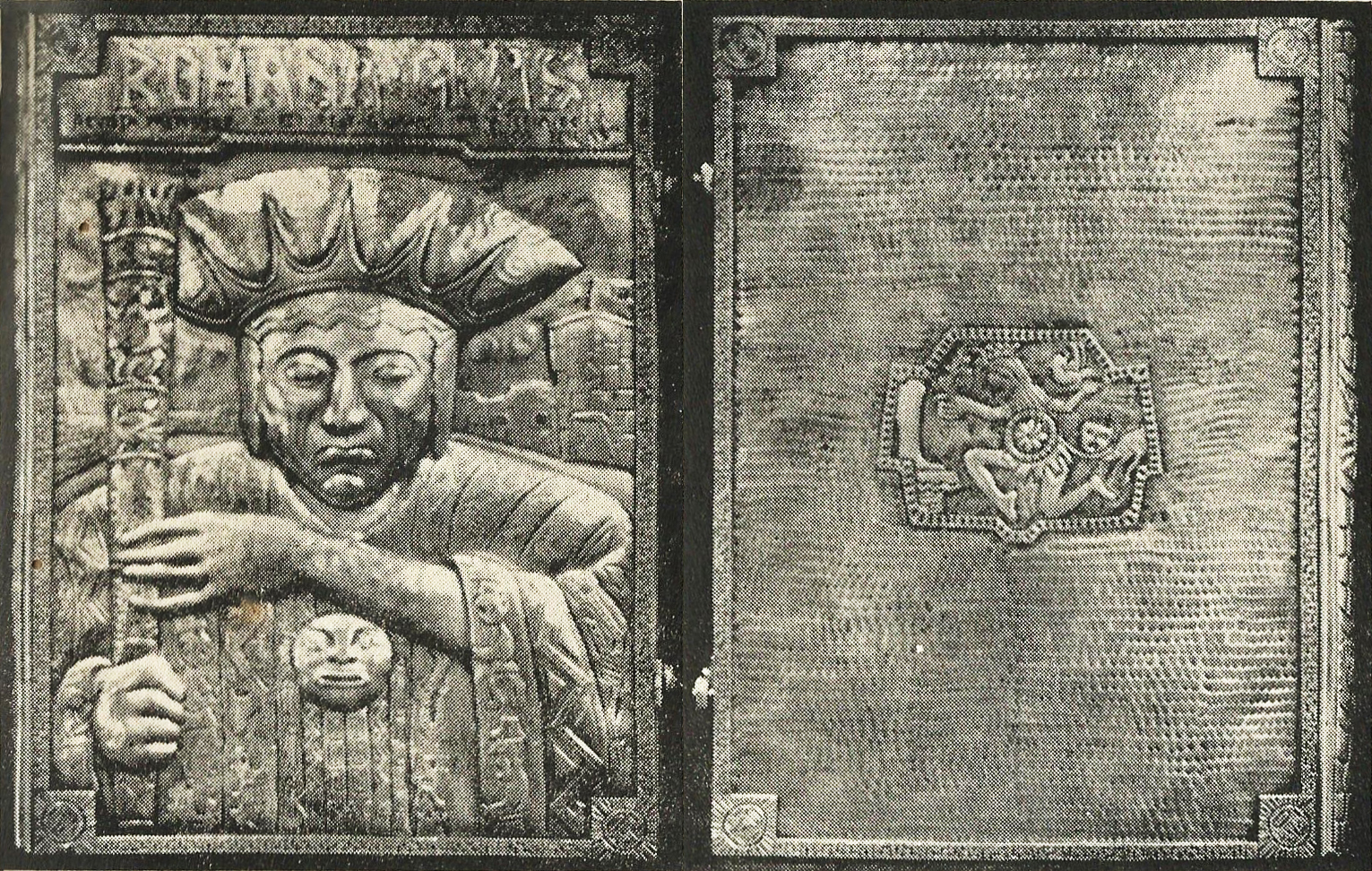
Cubierta de un compendio de varios números de la revista Romana Gens hecho en plata peruana.

Toto Giurato director de la revista Romana Gens, mandaría a fabricar unas laminas con motivos folclóricos andinos dibujados por el artista Alberto La Grutta y hechos en plata peruana en los talleres de la Gaita de Lima, que serviría de cubierta para un compendio de los números existentes desde abril de 1934 hasta mayo de 1935, y que finalmente Giurato obsequiaría a Benito Mussolini. 
La cubierta en plata representa a un curaca tomando entre sus manos un varayoc o warayoc, vara de mando que simboliza el poder o gobierno de una comunidad indígena. A la vez era el nombre que recibían las autoridades de las comunidades durante el incanato. Estas eran elegidas bajo un sistema en el que la población organizaba una serie de reuniones para debatir y decidir la correcta. Este proceso aún se practica en algunas zonas del país a pesar de los años.Esta referencia del Varayoc en la cubierta especial de la Romana Gens, representa una alusión a la de los fasces o haz de lictores de la época romana, y que posteriormente los fascistas italianos adaptarían a su simbología. 